# Draco ornatus
Espèce
Synonymes
- Dracunculus ornatus Gray, 1845

Statut de conservation UICN

 LC  : Préoccupation mineure
Draco ornatus est une espèce de sauriens de la famille des Agamidae.

## Répartition
Cette espèce est endémique des Philippines. Elle se rencontre entre 200 et 800 m d'altitude à Bohol, à Leyte, à Samar, à Mindanao et à Dinagat.

## Publication originale
- Gray, 1845 : Catalogue of the specimens of lizards in the collection of the British Museum, p. 1-289 (texte intégral).